# Lee Geum-min
Lee Geum-min (koreanisch 이금민; * 7. April 1994) ist eine südkoreanische Fußballspielerin.

## Karriere

### Vereine
Ihr erster Klub war ab der Saison 2015 der Seoul WFC. Zur Saison 2018 folgte dann ihr Wechsel zu Gyeongju KHNP. Nach gut eineinhalb Jahren unterschrieb sie beim englischen Klub Manchester City einen Vertrag über zwei Jahre. In der Saison 2019/20 kam sie dann in ein paar Ligaspielen aber auch in der Champions League zum Einsatz. Viele Einsätze sammelte sie hier aber nicht und so kam es dann in der Folgesaison auch zu ihrer Leihe zu Brighton & Hove Albion. Dort kam sie dann weitaus öfters zum Einsatz und so kam es dann auch dazu, dass sie zur Saison 2021/22 einen festen Vertrag bei den Seagulls unterschrieb.

### Nationalmannschaft
Mit der südkoreanischen U-17 erreichte sie erst das Finale der Asienmeisterschaft 2009 und nahm dann auch an der Weltmeisterschaft 2010 teil. Danach spielte sie für die U19 auch bei der Asienmeisterschaft 2011 und der Asienmeisterschaft 2013 als auch der Weltmeisterschaft 2014.
Mit der A-Nationalmannschaft nahm sie dann anschließend auch an der Weltmeisterschaft 2015 teil, wo sie in zwei Partien zum Einsatz kam. Bei der Asienmeisterschaft 2018 stand sie dann schon in jeder Partie in der Startelf und erzielte ein eigenes Tor. Nebst vielen Einsätzen bei Freundschaftsspielen und Einladungsturnieren folgte dann im Jahr 2019 auch die zweite Teilnahme an einer Weltmeisterschaftsendrunde. Diesmal stand sie ebenfalls immer in der Startelf, schied mit ihrem Team aber nach der Gruppenphase bereits aus. Im letzten Gruppenspiel gegen Norwegen erzielte sie dann noch das einzige Tor ihrer Mannschaft bei diesem Turnier.
Nach dem Qualifikationsturnier für das Fußball-Turnier der Olympischen Spiele 2020 war ihr nächstes großes Turnier erst wieder die Asienmeisterschaft 2022, in dessen Qualifikation sie zwei Tore erzielte. Bei der Endrunde folgte dann noch ein weiteres in der Gruppenphase.
Am 5. Juli 2023 wurde sie für die WM 2023 nominiert.